# Natalija Prednik
Natalija Prednik Burič, slovenska športna strelka, * 25. februar 1973, Maribor. 
Natalija Prednik je za Slovenijo nastopila na Poletnih olimpijskih igrah 2000 v Sydneyju, kjer je v disciplini z zračno puško na 10 m osvojila 20. mesto. Aktivno se je s strelstvom prenehala ukvarjati leta 2006.
Je profesorica razrednega pouka in učiteljica na OŠ Janka Glazerja v Rušah. 